# Rafał Chyliński
Melchor Chyliński, OFM Conv., řeholním jménem Rafał (8. ledna 1694, Wysoczka – 2. prosince 1741, Łagiewniki) byl polský římskokatolický kněz a řeholník Řádu menších bratří konventuálů. Katolická církev jej uctívá jako blahoslaveného.

## Život
Narodil se dne 8. ledna 1694 v obci Wysoczka v gmině Buk v Polském království rodičům Janu Chylińskému a Marianně Małgorzatě. Jeho příbuzní ho pro jeho zbožnou povahu a milosrdenství k chudým často přezdívali „malý mnich“. Později absolvoval jezuitskou kolej v Poznani. Rozhodl se vstoupit do jezdeckého oddílu ozbrojených sil, kde byl o tři roky později povýšen do hodnosti důstojníka.
Dne 4. dubna 1715 vstoupil v Krakově do Řádu menších bratří konventuálů a během noviciátu přijal řeholní jméno Rafał. V prosinci roku 1717 byl vysvěcen na kněze poté, co 26. dubna 1716 složil své věčné sliby. Než byl poslán na místo, kde strávil zbytek svého života, vystřídal působení v devíti různých městech, rozdával tam jídlo a oblečení chudým a nemocným. Při bohoslužbách také hrával na harfu, na loutnu a na mandolínu. Strávil 20 měsíců ve Varšavě, kde sloužil obětem epidemií. Byl také známý svými jednoduchými a upřímnými kázáními a tím, že byl uznávaným zpovědníkem.

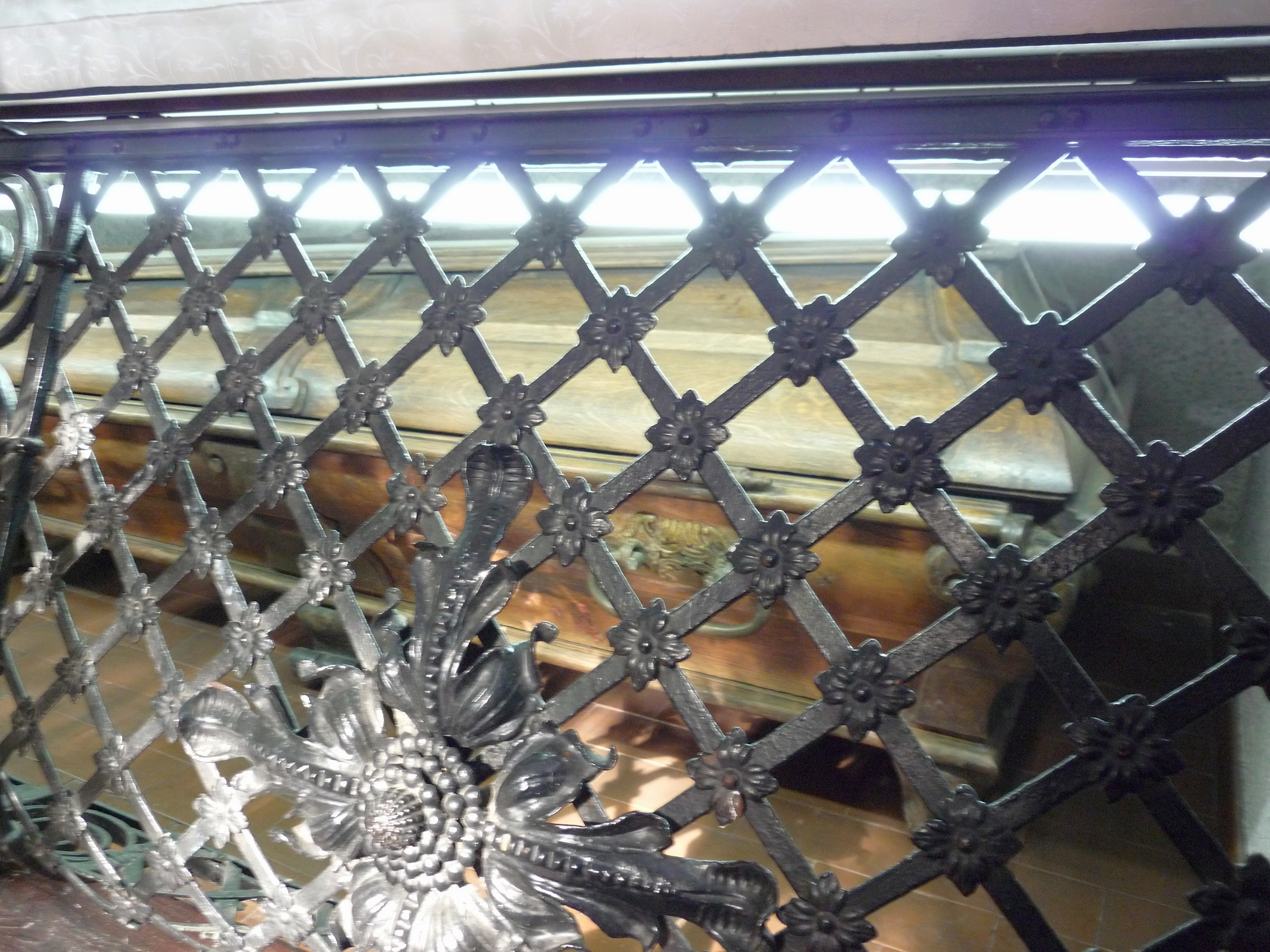
Jeho hrobka v kostele sv. Antonína Paduánského v osadě Łagiewniki v Lodži

Zemřel dne 2. prosince 1741 v osadě Łagiewniki v Lodži, kde jsou v kostele sv. Antonína Paduánského při tamním klášteře konventuálů uchovávány jeho ostatky.

## Úcta
Jeho beatifikační proces započal dne 29. srpna 1772, čímž obdržel titul služebník Boží. Dne 13. května 1949 jej papež Pius XII. podepsáním dekretu o jeho hrdinských ctnostech prohlásil za ctihodného. Dne 22. ledna 1991 byl uznán zázrak na jeho přímluvu, potřebný pro jeho blahořečení.
Blahořečen pak byl dne 9. června 1991 ve Varšavě papežem sv. Janem Pavlem II. během své apoštolské návštěvy Polska.
Jeho památka je připomínána 2. prosince. Bývá zobrazován v řeholním oděvu.